# Meu Abrigo
Meu Abrigo é o segundo álbum ao vivo do cantor brasileiro Davi Sacer, gravado em agosto de 2015, sob produção musical de Ronald Fonseca e lançado pela gravadora Som Livre em dezembro do mesmo ano.
Caracterizado por ser o seu primeiro projeto ao vivo composto majoritariamente por canções inéditas, a gravação foi definida, por Sacer, como o maior desafio de sua carreira musical. Há as regravações de "Venha o Teu Reino", do álbum homônimo, "Quero Ser Como Tu", gravada pelo Trazendo a Arca no álbum Na Casa dos Profetas (2012). e "Digno É o Senhor", escrita e gravada pelo cantor Lucas Souza.
Ao longo dos anos, Meu Abrigo se tornou um dos trabalhos solo de maior sucesso de Davi Sacer. Com críticas positivas, especialmente destacando a volta da parceria do cantor com o tecladista Ronald Fonseca, ex-colega de Trazendo a Arca, o trabalho também foi um êxito comercial. A faixa-título, "Meu Abrigo", foi uma das músicas evangélicas mais executadas nas rádios evangélicas durante o ano de 2016.[carece de fontes?]

## Lançamento e recepção
| Críticas profissionais | Críticas profissionais |
| Avaliações da crítica  | Avaliações da crítica  |
| Fonte                  | Avaliação              |
| ---------------------- | ---------------------- |
| Super Gospel           | [ 5 ]                  |

Meu Abrigo foi lançado em dezembro de 2015 pela gravadora Som Livre. O projeto recebeu uma avaliação favorável da mídia especializada. Em texto publicado no portal Super Gospel, foi dito que "ao lado de Ronald, Davi alcançou o ponto mais alto de sua carreira solo, um trabalho que não tem medo de demonstrar suas pretensões pop.".
Em 2019, foi eleito pelo Super Gospel o 47º melhor álbum da década de 2010.

## Faixas
CD
| N.º            | Título                  | Compositor(es)                                    | Duração |  |
| 1.             | "Tudo Posso em Deus"    | Davi Sacer, Scooby e Luiz Moreira                 | 4:00    |  |
| 2.             | "Chegou o Tempo"        | Davi Sacer, Ronald Fonseca, Scooby e Luiz Moreira | 4:10    |  |
| 3.             | "Noiva Preparada"       | Davi Sacer e Luiz Moreira                         | 5:04    |  |
| 4.             | "Senhor de Tudo"        | Davi Sacer                                        | 5:03    |  |
| 5.             | "Meu Destino É a Rocha" | Davi Sacer, Kleyton Martins e Luiz Moreira        | 5:31    |  |
| 6.             | "Teu Amor não Falha"    | Davi Sacer e Luiz Moreira                         | 5:17    |  |
| 7.             | "Meu Abrigo"            | Davi Sacer                                        | 6:34    |  |
| 8.             | "Rocha Inabalável"      | Fabio Muniz                                       | 7:03    |  |
| 9.             | "Quero Ser Como Tu"     | Ronald Fonseca                                    | 5:18    |  |
| 10.            | "Vem Queimar em Mim"    | Davi Sacer, Ronald Fonseca e Luiz Moreira         | 6:05    |  |
| 11.            | "Eu Restauro"           | Davi Sacer e Ronald Fonseca                       | 7:14    |  |
| 12.            | "Digno É o Senhor"      | Lucas Silva                                       | 5:50    |  |
| 13.            | "Te Damos Glória"       | Davi Sacer e Ronald Fonseca                       | 4:35    |  |
| 14.            | "Venha o Teu Reino"     | David Cerqueira                                   | 4:34    |  |
| Duração total: | Duração total:          | Duração total:                                    | 76:25   |  |

DVD
1. "Abertura"
2. "Tudo Posso em Deus"
3. "Noiva Preparada"
4. "Chegou o Tempo"
5. "Noiva Preparada"
6. "Senhor de Tudo"
7. "Meu Destino é a Rocha"
8. "Teu Amor Não Falha"
9. "Meu Abrigo"
10. "Ministração Davi Sacer"
11. "Rocha Inabalável"
12. "Quero Ser Como Tu"
13. "Vem Queimar Em Mim"
14. "Eu Restauro"
15. "Digno é o Senhor"
16. "Ministração Davi Sacer 2"
17. "Te Damos Glória"
18. "Venha O Teu Reino"

## Ficha técnica
- Davi Sacer - vocais
- Verônica Sacer - vocais
- Daniel de Carvalho Scooby - vocais
- André - guitarra solo
- Eraldo Santos - bateria
- Ronald Fonseca - piano, teclado, produção musical
- Luiz Moreira - baixo
- Marcos Natto - baixo
- Luciano de Souza - guitarra base
- Fabio Muniz - violão